# María Jesús Esteban Galarza
María Jesús Esteban Galarza (Alonsotegi, Biscaia, 6 d'abril de 1956) és una matemàtica basca que ha desenvolupat la seva carrera a França.

## Trajectòria
Després de llicenciar-se en Matemàtiques a la Universitat del País Basc l'any 1978, va realitzar la seva tesi doctoral a París sota la direcció de Pierre-Louis Lions, treballant en diferents problemes sobre derivades parcials. Va defensar la tesi l'any 1981 a la Universitat Pierre i Marie Curie. Una vegada finalitzada la tesi, va començar a treballar com a investigadora al CNRS (Centre National de la Recherche Scientifique), treball que realitzava des de la Université Paris VI. Va coordinar el projecte A Forward Look on Mathematics que van impulsar la Societat Matemàtica Europea (European Mathematics Society, EMS) i la Fundació Europea de Ciències (European Science Foundation).
Com a investigadora, ha treballat en equacions no-lineals en derivades parcials i física matemàtica. Ha treballat també en problemes de models matemàtics aplicats a la física, la mecànica quàntica i la química.
Actualment és directora del CNRS, ja que exerceix en el Centre de Recherche en Mathématiques de la Décision (CEREMADE), del Departament de Matemàtiques de la Université Paris-Dauphine. Des de 2015 és directora del ICIAM (International Council for Industrial and Applied Mathematics). És membre de l'Acadèmia de les Ciències, Arts i Lletres del País Basc, Jakiunde.

## Premis i reconeixements
- Sòcia d'honor de la RSME (Reial Societat Matemàtica Espanyola).[5]
- Presidenta del comitè científic de BCAM (Basque Center for Applied Mathematics).[6]
- Al 2012 va ser nomenada Chevalière de l'Ordre National du Mérite pel President de la República Francesa.[5]
- L'any 2016 la Universitat del País Basc la va investir Doctora Honoris causa.[7]
- Al 2017 la Universitat de València la va investir Doctora Honoris causa.[8]